# 波梅兰丘克奖
波梅兰丘克奖（俄语：Премия имени И. Я. Померанчука）是一项理论物理学领域的国际奖项 ，由位于莫斯科的理论和实验物理研究所（ITEP）设立，自1998年起每年颁奖一次。它以苏联物理学家伊萨克·雅科夫列维奇·波梅兰丘克的名字命名，波梅兰丘克曾与朗道一起建立了ITEP的理论物理分部。

## 历年获奖者
来源：理论和实验物理研究所
- 2020年 塞尔焦·费拉拉 和 米哈伊尔·安德烈耶维奇·瓦西里耶夫
- 2019年 羅傑·潘洛斯 和 弗拉基米尔·S·波波夫
- 2018年 乔治·帕里西 和 列夫·皮塔耶夫斯基（英语：Lev Pitaevskii）
- 2017年 伊戈尔·克列巴诺夫（英语：Igor Klebanov） 和 尤里·穆塞朱维茨·卡甘（德语：Juri Moissejewitsch Kagan）
- 2016年 柯蒂斯·J·卡伦（英语：Curtis Callan） 和 尤里·A·西蒙诺夫（Yuri A. Simonov）[2]
- 2015年 斯坦利·J·布罗德斯基（英语：Stanley Brodsky） 和 维克多·法丁（英语：Victor Sergeevich Fadin）[3]
- 2014年 列昂尼德·克尔德什 和 亚历山大·扎莫洛奇科夫（英语：Alexander Zamolodchikov）
- 2013年 米哈伊尔·希夫曼（英语：Mikhail Shifman） 和 安德烈·斯拉夫诺夫（英语：Andrei Slavnov）
- 2012年 胡安·马丁·马尔达西那 和 斯巴达克·别利亚耶夫
- 2011年 海因里希·洛伊特维勒 和 谢苗·格施泰因
- 2010年 安德烈·马丁（André Martin） 和 瓦伦丁·扎哈罗夫（Valentine Zakharov）
- 2009年 尼古拉·卡比博 和 鲍里斯·洛费（Boris Ioffe）
- 2008年 莱昂纳德·萨斯坎德 和 列夫·奥昆
- 2007年 亚历山大·别拉温（英语：Alexander Belavin） 和 南部阳一郎
- 2006年 瓦迪姆·库兹明（英语：Vadim Kuzmin (physicist)） 和 哈沃德·乔吉
- 2005年 约瑟夫·赫里普洛维奇（英语：Iosif Khriplovich） 和 阿尔卡季·魏因施泰因
- 2004年 亚历山大·F·安德烈耶夫（英语：Alexander F. Andreev） 和 亚历山大·泊里雅科夫
- 2003年 瓦萊里·魯巴科（英语：Valery Rubakov） 和 弗里曼·戴森
- 2002年 路德维希·法捷耶夫 和 布莱斯·德维特
- 2001年 列夫·尼卡拉耶维奇·里帕特夫 和 图利奥·雷吉
- 2000年 叶夫根尼·法因贝格（英语：Evgenii Feinberg） 和 詹姆斯·比约肯
- 1999年 卡倫·特爾-馬爾季羅相（英语：Karen Ter-Martirosian） 和 加布里埃莱·韦内齐亚诺
- 1998年 亚历山大·阿希耶泽尔 和 西德尼·德雷尔